# Gilberto de Pippis
Gilberto de Pippis (Gilbert) è un personaggio immaginario dei fumetti Disney. È il nipote prodigio di Pippo, abilissimo nella matematica e nelle scienze in genere. Esordì nel 1954 nella storia Pippo e l'erudiZIOne disegnata da Bill Wright e pubblicata su Topolino n.101.

## Caratterizzazione del personaggio
Dotato di una mente prodigiosa, ma anche un po' saccente, sfoggia sempre un tocco che rivela la sua preparazione accademica, e passa a trovare lo zio di tanto in tanto. Essendo uno studente prodigio, le migliori Università fanno a gara per averlo nel proprio Campus, offrendogli spesso borse di studio. Si fa notare per il numero elevato di lauree, come Pico de Paperis (con cui ama conversare nelle storie corali), anche se difetta un po' di senso pratico. Presumibilmente è figlio di un fratello di Pippo, dal momento che nella storia d'esordio Pippo si riferisce a sua madre chiamandola semplicemente "la mamma di Gilberto".
La sua età è incerta: in alcune storie viene definito un "bambino" e in altre un "ragazzino". Nella storia di esordio si lascia intendere che Gilberto abbia meno di sei anni (nel finale si convince ad andare all'asilo con i suoi coetanei), anche se, essendo un bambino prodigio, dimostra di essere straordinariamente maturo e brillante per la sua età: si reca da solo a Topolinia in vacanza da suo zio Pippo e si guadagna immediatamente la stima e le lodi degli scienziati di un laboratorio di ricerca che gli propongono di diventare il loro direttore, offerta che viene però declinata perché aveva promesso ai genitori che durante la vacanza avrebbe passato tutto il tempo con lo zio Pippo. Nella storia Topolino e il terribile Kalamit del 1967, invece, Gilberto viene definito da Topolino come "quel ragazzino che a tredici anni ha già conseguito tutte le lauree in tutte le università d'America". Preferisce lo studio di nozioni a livello universitario alla socializzazione con i suoi coetanei, che snobba in quanto troppo infantili e non in grado di comprendere le sue dissertazioni erudite, mentre si trova a maggior agio con gli adulti, soprattutto se scienziati o accademici, per via degli interessi in comune. In diverse storie disegnate da Maria Luisa Uggetti, Gilberto appare notevolmente cresciuto dal punto di vista fisico, lasciando intendere che sia diventato ormai un adolescente se non un appena maggiorenne, come dimostra anche il fatto che si sia ridotto considerevolmente il divario di statura con lo zio Pippo, che rimane comunque il più alto tra i due.
Nella storia del 1966 Super Pippo e l'antitornado (The Twister Resisters, pubblicata su Topolino n.595), Gilberto scopre che dietro a Super Pippo si cela lo zio Pippo, e viene a conoscenza della vera natura delle arachidi che crescono nel suo giardino; particolarmente inviso alla cittadinanza nell'ultimo periodo a causa dei danni che provoca per stupidità o imperizia, Super Pippo decide di farsi aiutare dal nipote nel mestiere di supereroe, e gli fa ingurgitare una delle arachidi facendolo trasformare in Super Gilberto (Super Gilly in lingua originale). Questo alter ego supereroistico di Gilberto ricomparirà in molte altre storie insieme a Super Pippo, Paperinik, Paperinika, Farfalla Purpurea, Vespa Rossa e Paperbat, entrando a far parte del Club dei supereroi, dedito alla protezione del mondo e nato dopo l'attacco di un mostro alieno sconfitto grazie alla loro collaborazione. Grazie alla sua intelligenza fuori dal comune, Super Gilberto ha sempre contribuito in modo decisivo alla sconfitta di molti criminali. Nell'avventura I Supereroi alla riscossa egli neutralizza un robot volante da combattimento di Spennacchiotto togliendogli un singolo bullone, poi riesce a neutralizzare il computer che permette al lestofante di attirare sulla terra delle meteoriti, unico a poterlo fare in quanto unico ad avere le dimensioni del criminale.